# Бобики (деревня)
Бобики — деревня в Калязинском районе Тверской области. Входит в состав Старобисловского сельского поселения.

## География
Находится в юго-восточной части Тверской области на расстоянии приблизительно 17 км на юго-восток по прямой от районного центра города Калязин.

## История
Была отмечена еще на карте 1825 года. В 1859 году здесь (тогда деревня Бабиково Калязинского уезда Тверской губернии) было учтено 75 дворов, в 1978 — 43.

## Население
Численность населения: 156 человек (1859 год), 10 (русские 100 %) в 2002 году, 8 в 2010.